# Hai He
Hai He (u prijevodu s kineskog znači "morska rijeka") je rijeka u Kini koja protiče kroz Peking i Tianjin, a ulijeva se u Bohajski zaljev. Rijeka Hai He se tvori od pet rijeka: južnog kanala, rijeke Ziya, rijeke Daging, rijeke Yongding i sjevernog kanala. Južni i sjeverni kanal su dijelovi velikog kineskog kanala. Rijeka Hai He je dugačka 1.329 km od svoje najudaljenije pritoke, ali od mjesta spajanja navedenih pet rijeka do ušća je duga oko 70 km. Kao i Žuta rijeka, Hai He sadrži veliku količinu mulja zbog mekog tla kroz koji protječe.

## Vanjske poveznice
|  | Zajednički poslužitelj ima stranicu o temi Hai He    |
|  | Zajednički poslužitelj ima još gradiva o temi Hai He |